# Čnělka (stěžeň)

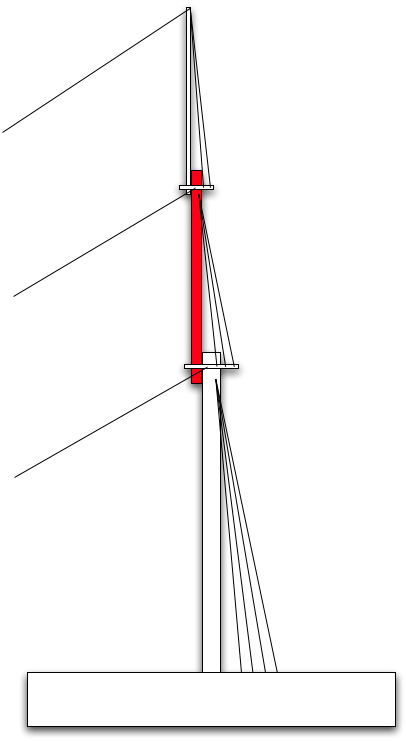
Běžný lodní stěžeň. Košová (první) čnělka je zobrazena červeně.

Čnělka je část prodloužení stěžně nebo čelenu (tzv. příďová čnělka).
Upevňuje se objímkami a ohlávkami, tak, aby spoj zabral 20 % délky čnělky. Nasazuje se vždy směrem k přídi lodě: vítr ohýbá čnělku kupředu, ohlávka drží celý tah čnělkových plachet, dolní konec se zapírá o stěžeň. Překryv a masivní kování jsou potřeba kvůli pákovému efektu.
Podle pozice se části stěžně nazývají (odshora):
- královská čnělka (třetí čnělka),
- brámová čnělka (druhá čnělka),
- košová čnělka (první čnělka),
- peň - upevněná hlavní část stěžně, pod první čnělkou.